# Saqueig de Marsella
El Saqueig de Marsella fou un combat naval que va tenir lloc a Marsella el 1423 al retorn de la campanya naval d'Alfons el Magnànim.

## Antecedents
La reina Joana II regnava a Nàpols sense descendència i va adoptar Alfons el Magnànim com a futur hereu l'agost de 1420.
Alfons el Magnànim, després de pacificar Sardenya va atacar Còrsega des de l'Alguer, però tot i aconseguir la rendició de Calvi, no aconseguí la rendició de Bonifacio, tot i tenir-la assetjada durant mesos, doncs els genovesos aconseguiren socórrer la ciutat després d'una batalla al seu port.
La ciutat de Gènova estava assetjada per terra per les forces del dux de Milà Felip Maria Visconti, però sense completar el setge per mar, la ciutat no podia caure, així que van demanar ajut a Alfons el Magnànim, que va enviar set o nou galeres comandades per Romeu de Corbera. Els genovesos reberen una derrota tan greu en la batalla de la Foç Pisana, que Tomaso di Campofregoso rendí Gènova el novembre a Felip Maria Visconti.
Després de combatre contra les tropes de Muzio Sforza a l'entorn del Castel Capuano, on la reina estava sent assetjada, Alfons el Magnànim es va haver de retirar al Castell Nou, però el suport de les 22 galeres comandades per Joan Ramon Folc II de Cardona va millorar la seva posició. La reina, pressionada pels angevins feu marxa enrere i el 1423 adoptà Lluís III d'Anjou (qui onze anys abans havia estat competidor del seu pare al Compromís de Casp) i Alfons va posar rumb de tornada als seus regnes, aturant-se prèviament a Pisa i decidint-se a atacar el port de Marsella, el més important dels dominis angevins.

## El saqueig
La flota, composta per 12 galeres i 18 vaixells diversos, fou vista pels guaites de Marseilleveyre el 18 de novembre 1423, que van informar de l'arribada de la flota catalana a la ciutat.
El 20 de novembre el primer contingent de soldats va desembarcar a una badia a l'oest de Saint-Victor. Els catalans van atacar la torre Maubert, mentre els vaixells atacaven l'entrada del port, tancada per una cadena, a la que s'havia plantat una nau de Bertrand Forbin al seu davant per protegir-la, però fou envestida per quatre galeres catalanes. Malgrat la ferotge resistència dels defensors, finalment, la fortalesa va caure i els catalans van atacar les naus fondejades al port. La nau de Romeu de Corbera, en la qual també hi anava Joan de Corbera, al capdavant de les altres galeres de l'estol, va trencar les cadenes que tancaven el port, entrant les naus catalanes. A continuació els catalans van atacar la muralla de la ciutat, i quan les defenses van cedir, van atacar la ciutat per la riba nord, sense murs de protecció.
La ciutat, privada de vaixells, soldats i armes, doncs els enviats a les operacions napolitanes havien patit un desastre, tot i la valentia dels habitants, van patir la incapacitat de les autoritats per coordinar les activitats de les milícies urbanes, i que el veguer de la ciutat, Arnaud de Villeneuve, un jove cavaller de vint anys, el primer síndic Ricavi Gaspard, i el segon síndic Gabriel Sarda van fugir ràpidament de la ciutat. Els habitants van defensar la ciutat casa per casa, però els catalans les hi van calar foc, aquest es va escampar ràpidament pel vent. El saqueig i la crema va durar tres dies i els aragonesos va devastar el convent dels frares menors, per prendre possessió de l'ermita i les relíquies de Sant Lluís d'Anjou malgrat les precaucions preses per mantenir les relíquies en un lloc segur.

## Conseqüències
Pere d'Aragó, germà del rei, es quedà a Itàlia per defensar les possessions, però malgrat els seus esforços, i la flota amb tropes de reforç liderada per Frederic de Luna, el 1424 havia caigut Gaeta, i només controlava el Castell Nou i el Castell de l'Ou. El comte Frederic de Luna i Ramon de Perellós comandaren un estol que recollí Pere d'Aragó, que resistia a Nàpols després del fracàs de la campanya d'Alfons el Magnànim. La flota seguí la costa fins a Gènova, bloquejant-la, i intervenint als ports de Lestri, Bonifacio i Portofiu. Gerba els resultà impossible de conquerir per estar ben guarnida, en canvi a Querquens la victòria fou completa i s'aconseguí un quantiós botí.
La caiguda del port de Marsella culminà el seu declivi com a potència marítima.

## Records
A la catedral de València es conserven com exvot dos grans trossos, de cinquanta-nou i de setanta metres, respectivament, de grosses cadenes que tancaven el port, i un projectil dels usats en la batalla.